# Christian Marquand
Christian Marquand (n. 15 martie 1927, Marsilia, Franța – d. 22 noiembrie 2000, Ivry-sur-Seine, Île-de-France, Franța) a fost un actor, scenarist și regizor francez.

## Biografie
Marquand, care era de origine spaniolă-arabă, a câștigat o oarecare experiență ca actor de teatru înainte de a obține primele roluri în film, spre sfârșitul celui de-al Doilea Război Mondial, făcând studii de actorie cu Tania Balașova. A devenit curând un semi-star, ocupat care a întruchipat roluri de îndrăgostiți și aventurieri și mai rar, răufăcători. De asemenea, a apărut în mai multe producții internaționale și de la Hollywood, cum ar fi Pasărea Phoenix (1965), Lord Jim și Apocalipsul acum (1979). Marquand și-a testat aptitudinile de regizor de două ori, cel mai recent cu satira de mare profil Candy, dar nu a reușit să obțină vreo succes deosebit în acest domeniu. Ulterior, el a preluat un rol important în lucrarea speculativă The Sect ca lider al unei secte marocane de trafic de fete.
În 1985, a început să sufere de boala Alzheimer și a trebuit să renunțe treptat la meseria de actor, doi ani mai târziu încheind cariera.

## Filmografie selectivă
- 1946 Frumoasa și bestia (La Belle et la Bête), regia Jean Cocteau : un lacheu (nemenționat)
- 1947 Quai des Orfèvres, regia Henri-Georges Clouzot (nemenționat)
- 1951 La Demoiselle et son revenant, regia Marc Allégret
- 1953 Lucrèce Borgia, regia Christian-Jaque : Paolo
- 1954 Senso, regia Luchino Visconti : un ofițer
- 1954 Attila, biciul lui Dumnezeu (Attila), regia Pietro Francisci : căpetenia hunilor
- 1955 Amantul doamnei Chatterley (L'Amant de lady Chatterley), regia Marc Allégret : amantul lui Bertha
- 1956 Și Dumnezeu a creat femeia (Et Dieu… créa la femme), regia Roger Vadim : Antoine Tardieu, cumnatul Juliettei și iubitul ei
- 1957 Nu se știe niciodată... (Sait-on jamais...), regia Roger Vadim : Michel Lafaurie
- 1958 O viață (Une vie), regia Alexandre Astruc : Julien de Lamare
- 1959 Insula de la capătul lumii (L'Île du bout du monde), regia Edmond T. Gréville : Patrick
- 1960 Acord final (Schlußakkord), de Wolfgang Liebeneiner : Frank Leroux
- 1960 Elisabeta cea tandră și violentă (Tendre et violente Elisabeth), regia Henri Decoin : Claude Walter
- 1960 Recrearea (La Récréation), regia Fabien Collin și François Moreuil : Philippe
- 1960 Vei plăti cu sângele tău (Altas variedades), regia Francisco Rovira Beleta
- 1961 Pleins feux sur l'assassin, regia Georges Franju : Yvan
- 1961 Realitate și închipuire (La Proie pour l'ombre), regia Alexandre Astruc : Bruno, amantul Annei
- 1962 Pariziencele (Les Parisiennes), regia Michel Boisrond (segment Antonia) : Christian Lénier
- 1962 Crima nu rentează (Le crime ne paie pas), regia Gérard Oury : Louis Aubert
- 1962 Ziua cea mai lungă (The Longest Day), regia Ken Annakin, Andrew Marton și Bernhard Wicki : Philippe Kieffer
- 1963 Les Grands Chemins, de Christian Marquand : mecanicul de la Bellecourt
- 1964 A sosit ziua răzbunării (Behold a Pale Horse), regia Fred Zinnemann : Zaganar
- 1965 Lord Jim, de Richard Brooks : l'officier français
- 1965 Pasărea Phoenix (The Flight of the Phoenix), regia Robert Aldrich : Dr Renaud
- 1967 Drumul spre Corint (La Route de Corinthe), regia Claude Chabrol : Robert Ford
- 1979 Cause toujours... tu m'intéresses !, regia Édouard Molinaro : Georges Julienne
- 1979 Apocalipsul acum (Apocalypse Now), regia Francis Ford Coppola (versiunea redusă) : Hubert de Marais, proprietarul plantației franceze
- 1980 Je vous aime, regia Claude Berri : Victor
- 1981 Le Choix des armes, regia Alain Corneau : Jean
- 1985 L'Été prochain, regia Nadine Trintignant
- 1985 Adieu blaireau, regia Bob Decout : Victor

Parțial titlurile românești sunt preluate din literatura prezentată la capitolul Bibliografie.

### Regizor
- 1963 Les Grands Chemins
- 1968 Candy

### Scenarist
- 1963 Les Grands Chemins